# Seasons in the Abyss (sang)
"Seasons in the Abyss" er den tiende og sidste sang på thrash metalbandet Slayers album Seasons in the Abyss fra 1990. Nummeret, som varer 6 minutter og 37 sekunder, er skrevet af guitarist Jeff Hanneman og sanger Tom Araya. Sangen begynder med en langsom, ildevarslende, forvrænget guitar som går videre ind i et rent riff. Melodien og tempoet på sangens intro minder en smule om tidligere Slayer-sange som "South of Heaven" og "Dead Skin Mask". Melodi-riffet fortsætter til 1:44, hvor sangen for alvor begynder med middel-hurtige trommer, guitarer og bas. Omkvædet er et af Slayers mest melodiske. Tekstmæssigt henviser sangen til rituelle ofringer og besudling, mens den samtidig tager fat på en nedgang til korruption, ondskab og galskab som en form for mørk befrielse.
"Seasons in the Abyss" blev udgivet som single i 1991. Den blev fulgt af en musikvideo, som viste bandet spille foran en række pyramider og ligbål, filmet i Egypten. Sangen er en af Slayers faste ved koncerter.
| Musik | Spire Denne musikartikel er en spire som bør udbygges. Du er velkommen til at hjælpe Wikipedia ved at udvide den. |